# It Ain’t Me Babe
It Ain’t Me Babe – piosenka skomponowana przez Boba Dylana, nagrana przez niego w czerwcu 1964 r. i wydana na czwartym studyjnym albumie Another Side of Bob Dylan w sierpniu 1964 r. Także jako It Ain’t Me, Babe.

## Historia i charakter utworu
„It Ain’t Me Babe” należy do serii utworów będących pokłosiem rozstania Dylana z Suze Rotolo. Chociaż w piosence tej wyczuwa się gorycz z tego powodu, to jednak Dylan potrafił zawrzeć w niej trochę humoru, nawet jeśli ma on zabarwienie ironiczne. W każdym razie nie poszedł w stronę nieprzyjemnego i mało eleganckiego utworu „Ballad in Plain D”.
Piosenka jest przekorna, bowiem przez całą tę kompozycję, Dylan usiłuje przekonać obiekt swoich uczuć o tym, że jest kompletnie bezwartościowym człowiekiem; robi to jednak w tym celu, aby uczynić siebie bardziej pożądanym.
Równocześnie piosenka ta służy mu do wyrażenia swoich własnych opinii na temat związku miłosnego. Odrzuca uromantycznioną ideologię „prawdziwej miłości”, ale posuwa się jeszcze dalej i odrzuca uwarunkowania i własne projekcje publiczności. Śpiewa wymagającej kochance, że jeśli szuka ochrony, opieki, lojalności, grzeczności, rycerskości i innych rzeczy, którymi społeczeństwo obarczyło mężczyznę-kochanka, to lepiej niech ona „odejdzie w wybraną przez siebie prędkością”. Jest to gorycz i cynizm, ale w takim stanie był wówczas artysta i nawet ostrzega byłą kochankę przez próbami pojednania, bo na pewno on nie sprosta sztucznym kulturalnym standardom i ją poniży.
Według samego Dylana piosenka ta została napisana we Włoszech, gdy udał się tam, aby odszukać Suze Rotolo. Przybył do Rzymu 5 stycznia 1973 r. i wystąpił razem z Odettą. Nie znalazł już Suze, bo ona właśnie powróciła do Nowego Jorku. Dylan wystąpił więc w klubie folkowym i w stanie rozterki napisał trzy swoje znakomite utwory: „Girl from the North Country”, „Boots of Spanish Leather” i „It Ain’t Me Babe”. 12 stycznia powrócił do Londynu, gdzie miał różne zobowiązania.
Głównym źródłem tej kompozycji są dwa utwory: „Drop Down Mama” bluesmana Sleepy’ego Johna Estesa i tradycyjna folkowa ballada brytyjska „Go 'Way from My Window”, którą Dylan nagrał w maju 1960 r. w domu Karen Wallace w Saint Paul w stanie Minnesota. „Drop Down Mama” zawiera wers „Go 'way from my window/quit scratchin' on my screen”.
Pierwsze prezentacje utworu przez Dylana w latach 1964 i na początku 1965 (często w duecie z Joan Baez) były wykonywane w bardzo powolnym, nawet marszopodobnym rytmie. Od końca 1965 r., kiedy to zelektryfikował się i akompaniowała mu grupa The Hawks (zobacz The Band), piosenka nabrała tempa i energii. Szczyt nastąpił na koncertach w ramach Rolling Thunder Revue zarówno w roku 1975 jaki 1976 r. Po roku 1980 Dylan powrócił do spokojniejszych, czasem nawet sentymentalnych interpretacji utworu.
Do dziś piosenka ta pozostaje jednym z najpopularniejszych utworów Dylana.

## Sesje i koncerty Dylana, na których wykonywał ten utwór

### 1964
- 17 maja 1964 – koncert w „Royal Festival Hall” w Londynie
- 9 czerwca 1964 – Columbia Studio A, sesje nagraniowe do albumu. Dylan nagrał co najmniej dwie wersje piosenki
- 26 czerwca 1964 – występ na Newport Folk Festival w Newport w stanie Rhode Island
- Kon. września 1964 – koncert w „Town Hall” w Filadelfii w stanie Pensylwania
- 24 października 1964 – koncert w „Symphony Hall” w Bostonie w stanie Massachusetts
- 31 października 1964 – koncert w „Philharmonic Hall” w Nowym Jorku. Ukazał się na albumie The Bootleg Series Vol. 6: Bob Dylan Live 1964, Concert at Philharmonic Hall w 2004 r.

### 1965
- 27 marca 1965 – koncert w „Civic Auditorium” w Santa Monica w Kalifornii
- 7 maja 1965 – koncert we „Free Trade Hall” w Manchesterze w Anglii
- 9 maja 1965 – koncert w „Royal Albert Hall” w Londynie
- 10 maja – 1965 – koncert w „Royal Albert Hall” w Londynie w Anglii. Ta wersja ukazała się jako bonus na DVD Don’t Look Back
- 1 czerwca 1965 – nagrania dla TV BBC w Londynie. Program został wyemitowany 26 czerwca 1965
- 28 sierpnia 1965 – koncert na stadionie tenisowym „Forest Hills” w Nowym Jorku
- 3 września 1965 – koncert w „Hollywood Bowl” w Los Angeles w Kalifornii
- 1 października 1965 – koncert Dylana z grupą The Hawks/The Band w Carnegie Hall w Nowym Jorku
- 4 grudnia 1965 – koncert w „Berkeley Community Theatre” w Berkeley w Kalifornii

### 1966
W maju 1966 Dylan ulega wypadkowi i wycofuje się do Woodstock. Ponownie wykonuje „It Ain’t Me Babe”

### 1969
- 31 sierpnia 1969 – koncert w „Woodside Bay” w Near Ryde na wyspie Wight w Anglii. Był to pierwszy pełny koncert Dylana od maja 1966, a następny pełny koncert Dylana odbędzie się w styczniu 1974 r!

### 1970
- 1 maja 1970 – sesja nagraniowa do albumu New Morning

### 1974
Tournée po Ameryce z The Band (pocz. 3 stycznia 1974)
- 3 stycznia 1974 – koncert na „Chicago Stadium” w Chicago w stanie Illinois
- 4 stycznia 1974 – koncert na „Chicago Stadium” w Chicago w stanie Illinois
- 6 stycznia 1974 – koncerty w „The Spectrum” w Filadelfii w stanie Pensylwania
- 7 stycznia 1974 – koncert w”The Spectrum” w Filadelfii w stanie Pensylwania
- 11 stycznia 1974 – koncert w „Forum de Montréal” w Montrealu w prow. Quebec w Kanadzie
- 12 stycznia 1974 – koncert w „Forum de Montréal” w Montrealu w prow. Quebec w Kanadzie
- 14 stycznia 1974 – koncerty w „Boston Gardens” w Bostonie w stanie Massachusetts w USA
- 15 stycznia 1974 – koncert w „Capital Centre” w Largo w stanie Maryland w USA
- 16 stycznia 1974 – koncert w „Capital Centre” w Largo w stanie Maryland w USA
- 17 stycznia 1974 – koncert w „Coliseum” w Charlotte w stanie Karolina Północna w USA
- 19 stycznia 1974 – koncerty w „Hollywood Sportatorium” w Hollywood w stanie Floryda
- 21 stycznia 1974 – koncert w „The Omni” w Atlancie w stanie Georgia w USA
- 22 stycznia 1974 – koncert w „The Omni” w Atlancie w stanie Georgia w USA
- 23 stycznia 1974 – koncert w „Mid-South Coliseum” w Memphis w stanie Tennessee
- 25 stycznia 1974 – koncert w „Tarrant County Convention Center Arena” w Fort Worth w Teksasie
- 26 stycznia 1974 – koncerty w „Hofheinz Pavilion” w Houston w Teksasie
- 28 stycznia 1974 – koncert w „Nassau County Coliseum” w Uniondale w stanie Nowy Jork
- 29 stycznia 1974 – koncert w „Nassau County Coliseum” w Uniondale w stanie Nowy Jork
- 30 stycznia 1974 – koncert w „Madison Square Garden” w Nowym Jorku
- 31 stycznia 1974 – koncerty w Madison Square Garden w Nowym Jorku. Koncerty wieczorny oraz nocny
- 2 lutego 1974 – koncert w „Crisler Arena” na University of Michigan, Ann Arbor w stanie Michigan
- 3 lutego 1974 – koncert w „Assembly Hall” na University of Indiana, Bloomington w stanie Indiana
- 4 lutego 1974 – koncert w „Missouri Arena” w Saint Louis w stanie Missouri
- 6 lutego 1974 – koncert w „Coliseum” w Denver w stanie Kolorado
- 9 lutego 1974 – koncerty w „Coliseum” w Seattle w stanie Waszyngton
- 11 lutego 1974 – koncerty w „Alameda County Coliseum” w Oakland w Kalifornii
- 13 lutego 1974 – koncert w „The Forum” w Inglewood w Kalifornii
- 14 lutego 1974 – koncert w „The Forum” w Inglewood w Kalifornii

### 1975
Rolling Thunder Revue (pocz. 30 października 1975)
- 30 października 1975 – koncert w „War Memorial Auditorium” w Plymouth w Massachusetts
- 31 października 1975 – koncert w „War Memorial Auditorium” w Plymouth w Massachusetts
- 1 listopada 1975 – koncert na South Eastern Massachusetts University w North Dartmouth, Massachusetts.
- 2 listopada 1975 – koncert w Technical University, Lowell, Massachusetts.
- 4 listopada 1975 – koncerty w „Civic Center” w Providence, stan Rhode Island. Koncerty wieczorny oraz nocny
- 6 listopada 1975 – koncert w „Civic Center” w Springfield, Massachusetts. Koncerty wieczorny oraz nocny
- 8 listopada 1975 – koncert w „Patrick Gymnasium” na University of Vermont w Burlington, Vermont
- 9 listopada 1975 – koncert na „University of New Hampshire” w Durham, stan New Hampshire
- 11 listopada 1975 – koncert w „Palace Theater” w Waterbury, stan Connecticut
- 13 listopada 1975 – koncerty w „Veterans Memorial Coliseum” w New Haven, stan Connecticut
- 15 listopada 1975 – koncert w „Convention Center” w Niagara Falls w stanie Nowy Jork, USA
- 17 listopada 1975 – koncert w „War Memorial Coliseum” w Rochester, stan Nowy Jork
- 19 listopada 1975 – koncert w „Memorial Auditorium” w Worcester, Massachusetts
- 20 listopada 1975 – koncert w „Harvard Square Theater” w Cambridge, Massachusetts. Ta wersja znajduje się na filmie Renaldo and Clara oraz albumie The Bootleg Series Vol. 5: Bob Dylan Live 1975, The Rolling Thunder Revue. Także singiel z „Dignity” w wersji z MTV Unplugged oraz promocyjna czwórka (EP) 4 Songs from Renaldo & Clara.
- 21 listopada 1975 – koncert w „Boston Music Hall” w Bostonie, stan Massachustetts. Koncerty wieczorny oraz nocny
- 22 listopada 1975 – koncert w „Shapiro Gymnasium” na Brandeis University w Waltham w Massachusetts.
- 24 listopada 1975 – koncert w „Civic Center Arena” w Hartford w stanie Connecticut
- 25 listopada 1975 – koncert w „Civic Center” w Auguście, stan Maine
- 27 listopada 1975 – koncert w „Municipal Auditorium” w Bangor, Maine.
- 29 listopada 1975 – koncert w „Quebec City Coliseum” w Quebecu w prow. Quebec w Kanadzie
- 1 grudnia 1975 – koncert w „Maple Leaf Gardens” w Toronto w prow. Ontario w Kanadzie
- 2 grudnia 1975 – koncert w „Maple Leaf Gardens” w Toronto w prow. Ontario w Kanadzie
- 4 grudnia 1975 – koncert w „Forum de Montréal” w Montrealu w prow. Quebec w Kanadzie.
- 8 grudnia 1975 – koncert „Night of the Hurricane” w Madison Square Garden w Nowym Jorku

### 1976
Rolling Thunder Revue 2 (pocz. 18 kwietnia 1976)
- 22 kwietnia 1976 – koncert w „Starlight Ballroom” w „Belleview Biltimore Hotel” w Clearwater na Florydzie. Koncert późniejszy
- 16 maja 1976 – koncert w „Tarrant County Convention Center Arena” w Fort Worth w Teksasie
- 19 maja 1976 – koncert w „Henry Levitt Arena” w Wichicie w stanie Kansas
- 23 maja 1976 – koncert na „Hughes Stadium” na Stanowym Uniwersytecie Kolorado w Fort Collins w stanie Kolorado.

### 1978
Światowe tournée 1978. Od 20 lutego 1978 do 16 grudnia 1978. Cała światowa tura koncertowa Dylana liczyła 114 koncertów.
Europejskie tournée (pocz. 15 czerwca 1978)
- 3 lipca 1978 – koncert w „Pavillon de Paris” w Paryżu we Francji
- 4 lipca 1978 – koncert w „Pavillon de Paris” w Paryżu we Francji

Jesienne tournée po USA (pocz. 15 września 1978)
- 15 września 1978 – koncert w „Civic Center” w Auguście w stanie Maine
- 16 września 1978 – koncert w „Cumberland Civic Center” w Portland w Maine
- 17 września 1978 – koncert w „War Memorial Coliseum” w New Haven w stanie Connecticut
- 19 września 1978 – koncert w „Forum de Montréal” w Montrealu w prow. Quebec w Kanadzie
- 20 września 1978 – koncert w „Boston Gardens” w Bostonie w stanie Massachusetts
- 23 września 1978 – koncert w „War Memorial Auditorium” w Rochester w stanie Nowy Jork
- 24 września 1978 – koncert w „Broome County Veterans Memorial Arena” w Binghamton w stanie Nowy Jork
- 26 września 1978 – koncert w „Civic Center” w Springfield w stanie Massachusetts
- 27 września 1978 – koncert w „Nassau County Coliseum” w Uniondale w stanie Nowy Jork
- 29 września 1978 – koncert w „Madison Square Garden” w Nowym Jorku
- 30 września 1978 – koncert w „Madison Square Garden” w Nowym Jorku
- 3 października 1978 – koncert w „Scope Arena” w Norfolk w stanie Wirginia
- 4 października 1978 – koncert w „Civic Center” w Baltimore w stanie Maryland
- 5 października 1978 – koncert w „Capital Center” w Largo w stanie Maryland
- 6 października 1978 – koncert w „The Spectrum” w Filadelfii w stanie Pensylwania
- 7 października 1978 – koncert w „Civic Center” w Providence w stanie Rhode Island
- 9 października 1978 – koncert w „Memorial Auditorium” w Buffalo w stanie Nowy Jork
- 12 października 1978 – koncert w „Maple Leaf Gardens” w Toronto w prow. Ontario w Kanadzie
- 13 października 1978 – koncert w „The Olympia” w Detroit w stanie Michigan
- 14 października 1978 – koncert w „Hulman Civic University Center” w Terre Haute w stanie Indiana
- 15 października 1978 – koncert w „Riverfront Coliseum” w Cincinnati w stanie Ohio
- 17 października 1978 – koncert na „Chicago Stadium” w Chicago w stanie Illinois
- 18 października 1978 – koncert na „Chicago Stadium” w Chicago w stanie Illinois
- 20 października 1978 – koncert w „Richfield Coliseum” w Richfield w stanie Ohio
- 21 października 1978 – koncert w „Centennial Arena” na University Toledo w Toledo w stanie Ohio
- 22 października 1978 – koncert na „University of Dayton” w stanie Ohio
- 25 października 1978 – koncert w „Market Square Arena” w Indianapolis w stanie Indiana
- 27 października 1978 – koncert na „Wings Stadium” w Kalamazoo w stanie Michigan
- 28 października 1978 – koncert w „S.I.U. Arena” na Southestern Illinois University w Carbondale
- 29 października 1978 – koncert na „The Checker Stadion” w Saint Louis w stanie Missouri Saint Louis (Missouri)

|* 31 października 1978 – koncert w „Civic Center” w Saint Paul w stanie Minnesota
- 1 listopada 1978 – koncert w „Dane County Memorial Coliseum” w Madison w stanie Wisconsin
- 3 listopada 1978 – koncert na „Kemper Arena” w Kansas City w stanie Missouri
- 4 listopada 1978 – koncert w „Civic Auditorium” w Omaha w stanie Nebraska
- 9 listopada 1978 – koncert w „Memorial Coliseum” w Portlandzie w stanie Oregon
- 10 listopada 1978 – koncert w „HEC Edmondson Pavilion” w Seattle w stanie Waszyngton
- 11 listopada 1978 – koncert w „Pacific National Exhibition Hall” w Vancouver w prow. Kolumbia Brytyjska w Kanadzie
- 13 listopada 1978 – koncert w „Alameda County Coliseum” w Oakland w Kalifornii
- 14 listopada 1978 – koncert w „Alameda County Coliseum” w Oakland w Kalifornii
- 15 listopada 1978 – koncert w „Alameda County Coliseum” w Oakland w Kalifornii
- 17 listopada 1978 – koncert na „Sports Arena” w San Diego w Kalifornii
- 18 listopada 1978 – koncert w „A.S.U. Activities Center” w Tempe w stanie Arizona
- 19 listopada 1978 – koncert w „McKale Memorial Center” na University of Arizona w Tucson w Arizonie
- 21 listopada 1978 – koncert na „Special Events Arena” w El Paso w Teksasie
- 23 listopada 1978 – koncert w „Lloyd Noble Center” w Norman w stanie Oklahoma
- 24 listopada 1978 – koncert w „Tarrant County Convention Center Arena” w Fort Worth w Teksasie
- 25 listopada 1978 – koncert w „Special Event Center” na University of Texas w Austin w Teksasie
- 26 listopada 1978 – koncert w „The Summit” w Houston w Teksasie
- 28 listopada 1978 – koncert w „The Coliseum” w Jackson w stanie Missisipi
- 29 listopada 1978 – koncert w „L.S.U. Assembly Center” w Baton Rouge w stanie Luizjana
- 1 grudnia 1978 – koncert w „Mid-South Coliseum” w Memphis w stanie Tennessee
- 2 grudnia 1978 – koncert w „Municipal Auditorium” w Nashville w Tennessee
- 3 grudnia 1978 – koncert w „Jefferson Civic Center” w Birmingham w stanie Alabama
- 5 grudnia 1978 – koncert w „”Municipal Auditorium” w Mobile w stanie Alabama
- 7 grudnia 1978 – koncert w „Greensboro Coliseum” w Greensboro w stanie Karolina Północna
- 8 grudnia 1978 – koncert w „Civic Center Arena” w Savannah w stanie Georgia
- 9 grudnia 1978 – koncert w „Carolina Coliseum” w Columbii w stanie Karolina Południowa
- 10 grudnia 1978 – koncert w „Charlotte Coliseum” w Charlotte w stanie Karolina Północna
- 12 grudnia 1978 – koncert w „The Omni” w Atlancie w stanie Georgia
- 13 grudnia 1978 – koncert w „The Coliseum” w Jacksonville na Florydzie
- 15 grudnia 1978 – koncert w „Civic Center” w Lakeland na Florydzie
- 16 grudnia 1978 – koncert w „Hollywood Sportatorium” w Hollywood na Florydzie

### 1980
A Musical Retrospective Tour (pocz. 9 listopada 1980)
- 13 listopada 1980 – koncert w „Fox Warfield Theater” w San Francisco w stanie Kalifornia, USA
- 22 listopada 1980 – koncert w „Fox Warfield Theater” w San Francisco w stanie Kalifornia, USA

### 1981
Letnie amerykańskie tournée 1981 (pocz. 10 czerwca 1981)
- 11 czerwca 1981 – koncert w „Pine Knob Music Theatre” w Clarkston w stanie Michigan, USA

Letnie europejskie tournée (pocz. 21 czerwca 1981)
- 5 lipca 1981 – koncert w „International Arena”, National Exhibition Center w Birmingham, Anglia
- 10 lipca 1981 – koncert w „Drammenshallen” w Drammen w Norwegii
- 12 lipca 1981 – koncert w „Brøndby-Hallen”, Kopenhaga, Dania
- 14 lipca 1981 – koncert w „Freichleichttheatr” w Bad Segeberg w Niemczech
- 17 lipca 1981 – koncert w „Freileichtbühne Loreley” koło Sankt Goarshausen w Niemczech
- 19 lipca 1981 – koncert w „Olympia Halle” w Monachium w Niemczech
- 21 lipca 1981 – koncert w „Stadthalle” w Wiedniu w Austrii
- 23 lipca 1981 – koncert w „Sport Halle” w St. Jakob w Bazylei
- 25 lipca 1981 – koncert w „Palace des Sports” w Awinion we Francji

Jesienne amerykańskie i kanadyjskie tournée (pocz. 16 października 1981)
- 17 października 1981 – koncert w „Mecca Auditorium” na University of Wisconsin w Milwaukee, Wisconsin, USA
- 18 października 1981 – koncert w „Dane County Memorial Coliseum” w Madison, Wisconsin, USA
- 19 października 1981 – koncert w „Holiday Star Music Theater” w Merrillville, Indiana, USA
- 21 października 1981 – koncert w „The Orpheum Theatre” w Bostonie, Massachusetts, USA
- 23 października 1981 – koncert w „The Spectrum” w Filadelfii, Pensylwania, USA
- 24 października 1981 – koncert w „Recreation Building” na Pennsylvania State University w State College, Pensylwania, USA
- 29 października 1981 – koncert w „Maple Leaf Gardens” w Toronto, Ontario, Kanada
- 30 października 1981 – koncert w „Forum de Montréal” w Montrealu, Quebec, Kanada
- 31 października 1981 – koncert w „Kitchener Arena” w Kitchener, Ontario, Kanada
- 4 listopada 1981 – koncert w „Cincinnati Music Hall” w Cincinnati, Ohio, USA
- 5 listopada 1981 – koncert w „Cincinnati Music Hall” w Cincinnati, Ohio, USA
- 6 listopada 1981 – koncert w „Elliot Hall of Music” na Purdue University w West Lafayette, Indiana, USA
- 7 listopada 1981 – koncert w „Hill Auditorium” na University of Michigan w Ann Arbor, Michigan, USA
- 8 listopada 1981 – koncert w „Hill Auditorium” na University of Michigan w Ann Arbor, Michigan, USA
- 10 listopada 1981 – koncert w „Saenger Performing Arts Center” w Nowym Orleanie, Luizjana, USA
- 11 listopada 1981 – koncert w „Saenger Performing Arts Center” w Nowym Orleanie, Luizjana, USA
- 12 listopada 1981 – koncert w „The Summit” w Houston, Teksas, USA
- 14 listopada 1981 – koncert w „Municipal Auditorium” w Nashville, Tennessee, USA
- 15 listopada 1981 – koncert w „The Fox Theater” w Atlancie, Georgia, USA
- 16 listopada 1981 – koncert w „The Fox Theater” w Atlancie, Georgia, USA
- 19 listopada 1981 – koncert w „Sunrise Musical Theater” w Miami, Floryda, USA
- 21 listopada 1981 – koncert w „Civic Center Theatre” w Lakeland, Floryda, USA

### 1984
Europejskie tournée 1984 (pocz. 28 maja 1984)
- 29 maja 1984 – koncert na „Arena di Verona” w Weronie we Włoszech
- 31 maja 1984 – koncert na „St. Pauli Stadion” w Hamburgu w Niemczech
- 2 czerwca 1984 – koncert na „St. Jakob Stadion” w Bazylei w Szwajcarii
- 3 czerwca 1984 – koncert na „Stadionie Olimpijskim” w Monachium w Niemczech
- 4 czerwca 1984 – koncert w „Sportpaleis Ahoy” w Rotterdamie w Holandii
- 6 czerwca 1984 – koncert w „Sportpaleis Ahoy” w Rotterdamie w Holandii
- 7 czerwca 1984 – koncert na „Stade de Schaerbeek” w Brukseli w Belgii
- 9 czerwca 1984 – koncert na „Ullevi Stadion” w Göteborgu w Szwecji
- 10 czerwca 1984 – koncert w „Idraetsparken” w Kopenhadze w Danii
- 11 czerwca 1984 – koncert na „Stadion Bieberer Berg” w Offenbach am Main w Niemczech
- 13 czerwca 1984 – koncert w „Waldbühne” w Berlinie Zachodnim
- 14 czerwca 1984 – koncert w „Wiener Stadthalle-Kiba” w Wiedniu w Austrii
- 16 czerwca 1984 – koncert na „Mungersdorfer Stadion” w Kolonii w Niemczech
- 17 czerwca 1984 – koncert na „Stade de L’Ouest” w Nicei we Francji
- 19 czerwca 1984 – koncert w „Roma Palaeur” w Rzymie we Włoszech
- 20 czerwca 1984 – koncert w „Roma Palaeur” w Rzymie we Włoszech
- 21 czerwca 1984 – koncert w „Roma Palaeur” w Rzymie we Włoszech
- 24 czerwca 1984 – koncert na „Stadion San Siro” w Mediolanie we Włoszech
- 26 czerwca 1984 – koncert na „Estado del Rayo Vallencano” w Madrycie w Hiszpanii
- 28 czerwca 1984 – koncert na „Minestadio del F.C. Barcelona” w Barcelonie w Hiszpanii
- 1 lipca 1984 – koncert w „Parc de Sceaux” w Paryżu we Francji
- 5 lipca 1984 – koncert w „St James’ Park” w Newcastle w Anglii w Wielkiej Brytanii
- 7 lipca 1984 – koncert na „Wembley Stadium” w Londynie w Anglii

### 1986
Tournée Prawdziwe wyznania (pocz. 5 lutego 1986;
1. Antypody: Nowa Zelandia, Australia, Japonia (pocz. 5 lutego 1986)
- 5 lutego 1986 – koncert w „Athletic Park” w Wellington w Nowej Zelandii
- 10 lutego 1986 – koncert w „Entertainment Center” w Sydney w Nowej Południowej Walii w Australii
- 12 lutego 1986 – koncert w „Entertainment Center” w Sydney w Nowej Południowej Walii w Australii
- 1 marca 1986 – koncert w „Lang Park” w Brisbane w Queensland w Australii
- 5 marca 1986 – koncert w „Nippon Budokan Hall” w Tokio w Japonii
- 8 marca 1986 – koncert w „Gymnasium” w Nagoi w Japonii
- 10 marca 1986 – koncert w „Nippon Budokan Hall” w Tokio w Japonii

2. Letnie tournée po USA (pocz. 9 czerwca 1986)
- 9 czerwca 1986 – koncert w „Sand Diego Sports Arena” w San Diego w Kalifornii, USA
- 12 czerwca 1986 – koncert w „Calexpo Amphitheatre” w Sacramento w Kalifornii, USA
- 17 czerwca 1986 – koncert w „Pacific Amphitheater” w Cosa Mesa w Kalifornii, USA
- 18 czerwca 1986 – koncert w „Veterans Memorial Coliseum” w Phoenix w stanie Arizona w USA
- 20 czerwca 1986 – koncert w „Southern Star Amphitheater” w Houston w Teksasie w USA
- 21 czerwca 1986 – koncert w „Irwin Center” w Austin w Teksasie, USA
- 27 czerwca 1986 – koncert w „Alpine Valley Amphitheater” w East Troy w stanie Wisconsin w USA
- 29 czerwca 1986 – koncert w „Poplar Creek Music Theater” w Hoffman Estates, Chicago, w stanie Illinois w USA
- 2 lipca 1986 – koncert w „Rubber Bowl” w Akron w stanie Ohio w USA
- 6 lipca 1986 – koncert na „RFK Stadium” w Waszyngtonie w Dystrykcie Columbii w USA
- 7 lipca 1986 – koncert na „RFK Stadium” w Waszyngtonie w Dystrykcie Columbii w USA
- 9 lipca 1986 – koncert w „Great Woods Performing Arts Center” w Mansfield w stanie Massachusetts w USA
- 11 lipca 1986 – koncert w „Great Woods Performing Arts Center” w Mansfield w stanie Massachusetts w USA
- 15 lipca 1986 – koncert w „Madison Suqare Garden” w Nowym Jorku w stanie Nowy Jork, USA
- 19 lipca 1986 – koncert w „The Spectrum” w Filadelfii w stanie Pensylwania w USA
- 31 lipca 1986 – koncert w „Tacoma Dome” w Tacoma w stanie Waszyngton w USA
- 5 sierpnia 1986 – koncert w „Shoreline Amphitheatre” w Mountain View w Kalifornii, USA
- 6 sierpnia 1986 – koncert w „Mid-State Fairground” w Paso Robles w Kalifornii, USA

### 1988
Nigdy nie kończące się tournée (pocz. 7 czerwca 1988). Wszystkie koncerty Dylana od tego momentu są częścią „Nigdy niekończącego się tournée”.
Interstate 88 I
Część pierwsza: Letnie tournée po Kanadzie i USA
- 11 czerwca 1988 – koncert w „Shoreline Amphitheatre”, Mountain View, Kalifornia
- 18 czerwca 1988 – koncert w „Alpine Valley Music Theatre”, East Troy, Wisconsin
- 22 czerwca 1988 – koncert w „Riverbend Music Center”, Cincinnati, Ohio
- 26 czerwca 1988 – koncert w „Saratoga Performing Arts Center”, Saratoga Springs w stanie Nowy Jork w USA
- 1 lipca 1988 – koncert w „Jones Beach Theater”, Jones Beach State Park, Wantagh, Nowy Jork
- 2 lipca 1988 – koncert w „Great Woods Performing Arts Center”, Mansfield, Massachusetts
- 8 lipca 1988 – koncert w „Forum de Montréal” w Montrealu w prow. Quebec w Kanadzie
- 11 lipca 1988 – koncert w „Copps Coliseum”, Hamilton, prow. Ontario, Kanada
- 14 lipca 1988 – koncert w „Poplar Creek Music Theater” w Hoffman Estates w Chicago w stanie Illinois w USA
- 15 lipca 1988 – koncert w „Indiana State Fairground Grandstand”, Indianapolis, Indiana
- 18 lipca 1988 – koncert w „Meadowbrook Music Theatre”, Oakland University, Rochester Hills, Michigan
- 20 lipca 1988 – koncert w „Marjorie Merriweather Post Pavilion” w Columbia w stanie Maryland w USA
- 22 lipca 1988 – koncert w „Starwood Amphitheatre” w Nashville w stanie Tennessee w USA
- 25 lipca 1988 – koncert w „Troy G. Chastain Memorial Park Amphitheatre” w Atlancie w stanie Georgia w USA
- 26 lipca 1988 – koncert w „Mud Island Amphitheatre” w Memphis w Tennessee
- 28 lipca 1988 – koncert w „Starplex Amphitheatre” w Dallas w Teksasie w USA
- 30 lipca 1988 – koncert w „Mesa Amphitheatre” w Mesa w stanie Arizona w USA
- 3 sierpnia 1988 – koncert w „Greek Theatre” w Hollywood w Los Angeles w Kalifornii
- 4 sierpnia 1988 – koncert w „Greek Theatre” w Hollywood w Los Angeles w Kalifornii
- 7 sierpnia 1988 – koncert w „Santa Barbara County Bowl”, Santa Barbara, Kalifornia

Interstate 88 II
Część druga: Letnie tournée po Północnej Ameryce (pocz. 18 sierpnia 1988)
- 20 sierpnia 1988 – koncert w „Champs de Brionne Music Theater”, George, stan Waszyngton
- 23 sierpnia 1988 – koncert w „Olimpic Saddledome”, Calgary, prow. Alberta, Kanada
- 24 sierpnia 1988 – koncert w „Northlands Coliseum”, Edmonton, Alberta, Kanada
- 29 sierpnia 1988 – koncert w „Exibition Stadium Grandstand”, Canadian National Exhibition, Toronto, Ontario, Kanada
- 2 września 1988 – koncert w „Orange County Fair”, Wesleylian University, Middletown, st. Nowy Jork, USA
- 4 września 1988 – koncert w „Lake Compounce Festival Park” w Bristolu w stanie Connecticut w USA
- 7 września 1988 – koncert w „Champlain Valley Fairgrounds”, Essex Junction, Vermont, USA
- 10 września 1988 – koncert w „Waterloo Village”, Stanhope, New Jersey, USA
- 11 września 1988 – koncert w „Patriot Center”, George Mason University, Fairfax, Virginia, USA
- 13 września 1988 – koncert w „Civic Arena”, Pittsburgh, Virginia, USA
- 15 września 1988 – koncert w „Dean E. Smith Students Activities Center”, University of North Carolina, Chapel Hill, Karolina Północna, USA
- 18 września 1988 – koncert w „Thompson-Boling Assembly Center and Arena”, University of Tennessee, Knoxville, Tennessee, USA
- 22 września 1988 – koncert w „Sundome”, University of Southern Florida, Tampa, Floryda, USA

Interstate 88 III
Część trzecia: Jesienne tournée po Wschodnim Wybrzeżu (pocz. 13 października 1988)
- 14 października 1988 – koncert w „The Tower Theatre”, Upper Darby, Pensylwania, USA

### 1989
Część czwarta: Letnie europejskie tournée 1989 (pocz. 27 maja 1989)
- 28 maja 1989 – koncert w „Globe Arena”, Sztokholm, Szwecja
- 4 czerwca 1989 – koncert w „Simmonscourt, R.D.S.”, Dublin, Irlandia
- 6 czerwca 1989 – koncert w „Hall 4, Scottish Exhibition and Conference Centre”, Glasgow, Szkocja
- 8 czerwca 1989 – koncert w „Wembley Arena”, Londyn, Anglia
- 17 czerwca 1989 – koncert w „Velordomo de Anoeta”, San Sebastián, Hiszpania
- 21 czerwca 1989 – koncert w „Stadio Lamberti”, Cava de’Tirreni, Włochy
- 24 czerwca 1989 – koncert w „Acikhava Tiyatrosu”, Stambuł, Turcja

Część piąta: Letnie tournée po Ameryce Północnej (pocz. 1 lipca 1989)
- 1 lipca 1989 – koncert w „Civic Center Arena”, Peoria, Illinois
- 12 lipca 1989 – koncert w „Allentown Fairground” w Allentown w stanie Pensylwania, USA
- 16 lipca 1989 – koncert w „Lake Compounce Festival Park”, Bristol, Connecticut
- 20 lipca 1989 – koncert w „Bally’s Grand Hotel”, Atlantic City, New Jersey
- 23 lipca 1989 – koncert w „Jones Beach Theater” w Jones Beach State Park, w Wantagh w stanie Nowy Jork
- 28 lipca 1989 – koncert w „Civic Arena” w Pittsburgu w stanie Pensylwania, USA
- 31 lipca 1989 – koncert w „L’Amphitheatre”, Joliette, Quebec, Kanada
- 3 sierpnia 1989 – koncert w „Harriet Island”, St.Paul, Minnesota, USA
- 6 sierpnia 1989 – koncert w „Cooper Stadium”, Columbus, Ohio, USA
- 16 sierpnia 1989 – koncert w „Troy G. Chastain Memorial Park Amphitheatre”, Atlanta, Georgia, USA
- 29 sierpnia 1989 – koncert w „Pan American Center”, Las Cruces, Nowy Meksyk, USA

Część szósta: Jesienne tournée po USA (pocz. 10 października 1989)
- 11 października 1989 – koncert w „The Beacon Theatre”, Nowy Jork, Nowy Jork, USA
- 22 października 1989 – koncert w „Keaney Auditorium”, University of Rhode Island, South Kingston, Rhode Island, USA
- 25 października 1989 – koncert w „The Opera House”, Boston, Massachusetts, USA
- 27 października 1989 – koncert w „Houston Fieldhouse”, Renselleaer Polytechnic Institute, Troy, Nowy Jork, USA
- 2 listopada 1989 – koncert w „State Theater”, Cleveland, Ohio, USA
- 7 listopada 1989 – koncert w „Chrysler Hall”, Norfolk, Virginia, USA
- 14 listopada 1989 – koncert w „Festival Hall”, Tampa Bay Performing Arts Center, Tampa, Floryda, USA

### 1990
Część 7 „Nigdy nie kończącego się tournée”: Fastbreak Tour (pocz. 12 stycznia 1990
- 15 stycznia 1990 – koncert w „McCarter Theater” na Princeton University w Princeton, New Jersey
- 1 lutego 1990 – koncert w „Theatre de Grand Rex” w Paryżu, Francja
- 3 lutego 1990 – koncert w „Hammersmith Odeon” w Londynie
- 5 lutego 1990 – koncert w „Hammersmith Odeon” w Londynie, Anglia, Wielka Brytania
- 7 lutego 1990 – koncert w „Hammersmith Odeon” w Londynie, Anglia, Wielka Brytania
- 8 lutego 1990 – koncert w „Hammersmith Odeon” w Londynie, Anglia, Wielka Brytania

Część 8: Wiosenne tournée po Północnej Ameryce (pocz. 29 maja 1990)
- 2 czerwca 1990 – koncert w „Ottawa National Arts Center Opera” w Ottawie, prow. Ontario, Kanada
- 6 czerwca 1990 – koncert w „O’Keefe Centre for the Performing Arts w Toronto”, Ontario, Kanada
- 9 czerwca 1990 – koncert w „Alpine Valley Music Theatre” w East Troy w stanie Wisconsin, USA
- 13 czerwca 1990 – koncert w „Municipal Auditorium „w Sioux Falls, Dakota Południowa, USA
- 14 czerwca 1990 – koncert w „Civic Center” w Fargo, Dakota Północna, USA

Część 9:Europejskie tournée Letni Festiwal (pocz. 27 czerwca 1990)
- 30 czerwca 1990 – koncert w „Kalvoya-Festivalen” w Kalvoya, Sandvika w Norwegii
- 3 lipca 1990 – koncert w „Stadtpark” w Hamburgu w Niemczech
- 9 lipca 1990 – koncert w „Casino de Montreux” w Montreux, Szwajcaria. W ramach „Montreux Jazz Festival”

Część 10: Późnoletnie tournée po Północnej Ameryce (pocz. 12 sierpnia 1990)
- 21 sierpnia 1990 – koncert w „Arlene Schnitzer Concert Hall” w Portland, Oregon, USA
- 24 sierpnia 1990 – koncert w „Colorado State Fair Grandstand” w Pueblo w stanie Kolorado, USA
- 27 sierpnia 1990 – koncert w „Holiday Star Music Theater” w Merrillville w stanie Indiana, USA
- 4 września 1990 – koncert w „Riverpark Amphitheater” w Tulsa, Oklahoma, USA
- 8 września 1990 – koncert w „Sunken Garden Theater” w San Antonio, Teksas, USA

Część 11: Jesienne tournée po USA (pocz. 11 października 1990)
- 12 października 1990 – koncert w „Paramount Performing Arts Center” w Springfield w stanie Massachusetts, USA
- 15 października 1990 – koncert w „The Beacon Theatre” w Nowym Jorku, Nowy Jork, USA
- 18 października 1990 – koncert w „The Beacon Theatre” w Nowum Jorku w stanie Nowy Jork, USA
- 19 października 1990 – koncert w „The Beacon Theatre” w Nowym Jorku, Nowy Jork, USA
- 21 października 1990 – koncert w „Richmond Mosque” w Richmond w stanie Wirginia, USA
- 23 października 1990 – koncert w „Charleston Municipal Auditorium” w Charleston, West Virginia, USA
- 28 października 1990 – koncert w „The Coliseum” na University of Georgia w Athens, Georgia, USA
- 30 października 1990 – koncert na „Appalachian State University” w Boone w stanie Karolina Północna, USA
- 4 listopada 1990 – koncert w „The Fox Theater” w Saint Louis w stanie Missouri, USA
- 9 listopada 1990 – koncert w „Fox Theater” w Chicago, Illinois, USA
- 13 listopada 1990 – koncert w „University of Dayton Arena” w Dayton, Ohio, USA
- 14 listopada 1990 – koncert w „Brayden Auditorium” w Normal w stanie Illinois, USA
- 16 listopada 1990 – koncert w „Palace Theater” w Columbus w stanie Ohio, USA
- 17 listopada 1990 – koncert w „Music Hall” w Cleveland w stanie Ohio, USA

### 1991
Część 12: Drugie Fastbreak Tour (pocz. 29 stycznia 1991)
- 2 lutego 1991 – koncert w „Hall 3” w Scottish Exibition and Conference Center w Glasgow, Szkocja, Wielka Brytania
- 8 lutego 1991 – koncert w „Hammersmith Odeon” w Londynie, Wielka Brytania
- 15 lutego 1991 – koncert w „Hammersmith Odeon” w Londynie, Anglia, Wielka Brytania
- 21 lutego 1991 – koncert w „Capitol Theater” w Williamsport, Pensylwania, USA
- 25 lutego 1991 – koncert w „Instituto Cultural Cabanas” w Guadalajarze, Meksyk
- 27 lutego 1991 – koncert w „Instituto Cultural Cabanas” w Guadalajarze, Meksyk
- 1 marca 1991 – koncert w „Palacio de los Deportes” w Meksyku, Meksyk
- 2 marca 1991 – koncert w „Palacio de los Deportes” w Meksyku, Meksyk

Część 13: Wiosenne tournée po USA (pocz. 19 kwietnia 1991)
- 2 maja 1991 – koncert w „Civic Center” w Salem, Virginia, USA
- 4 maja 1991 – koncert w „Lawrence Joel Veterans Memorial Coliseum Annex” w Winston-Salem, Karolina Północna, USA
- 7 maja 1991 – koncert w „The Sports Complex” na New York State University w Stony Brook w stanie Nowy Jork
- 8 maja 1991 – koncert w „Palace Theater” w Albany, Nowy Jork, USA
- 9 maja 1991 – koncert w „Matthews Arena”, Northeastern University w Bostonie, Massachusetts, USA
- 11 maja 1991 – koncert w „The Charles Nes Center” na Western Connecticut State College w Danbury w stanie Connecticut
- 12 maja 1991 – koncert w „UMass UPC Spring Concert”, The Campus Pond w Amherst, Massachusetts, USA

Część 14: Letnie europejskie tournée (pocz. 6 czerwca 1991)
- 6 czerwca 1991 – koncert w „Roma Palaeur” w Rzymie, Włochy
- 7 czerwca 1991 – koncert w „Arena di Bologn”a w Bolonii, Włochy
- 10 czerwca 1991 – koncert na „Stadionie Olimpijskim” w Lublanie, Jugosławia (jeszcze)
- 12 czerwca 1991 – koncert na „Kisstadion” w Budapeszcie, Węgry
- 14 czerwca 1991 – koncert w „Eissporthalle”, Olympic Stadium w Innsbrucku, Austria
- 15 czerwca 1991 – koncert w „Sporthalle” w Linzu, Austria
- 18 czerwca 1991 – koncert w „Sporthalle” w Essen, Niemcy
- 19 czerwca 1991 – koncert w „Stadthalle” w Offenbach, Niemcy
- 21 czerwca 1991 – koncert w „Zirkus Krone” w Monachium, Niemcy
- 23 czerwca 1991 – koncert w „Stadtpark” w Hamburgu, Niemcy
- 26 czerwca 1991 – koncert w „Cirkus”, Kungliga Djurgarden w Sztokholmie, Szwecja
- 29 czerwca 1991 – koncert na „Midtfyns Festival”, w Ringe, Dania

Część 15: Letnie tournée po USA (pocz. 4 lipca 1991)
- 6 lipca 1991 – koncert na „Hohnan Field” w Nashua, New Hampshire, USA
- 16 lipca 1991 – koncert w „IC Light Amphitheater” w Pittsburghu, Pensylwania, USA
- 17 lipca 1991 – koncert w „The Flats”, Nautica w Cleveland, Ohio, USA
- 19 lipca 1991 – koncert w „Filene Center”, Wolf Trap Farm Park for the Performing Arts w Viennie, Virginia, USA
- 20 lipca 1991 – koncert w „Filene Center”, Wolf Trap Farm Park for the Performing Arts w Viennie, Virginia, USA
- 24 lipca 1991 – koncert w „The Thames River Pavilion” w Groton, Connecticut, USA
- 26 lipca 1991 – koncert w „Kingswood Music Theatre” w Maple, Ontario, Kanada

Część 16: Tournée po Ameryce Południowej (pocz. 8 sierpnia 1991)
- 8 sierpnia 1991 – koncert na „Estadio Obras” w Buenos Aires, Argentyna
- 16 sierpnia 1991 – koncert w „Palace Theatre” w São Paulo, Brazylia
- 17 sierpnia 1991 – koncert w „Palace Theatre” w São Paulo, Brazylia
- 19 sierpnia 1991 – koncert w „Mineirinho” w Belo Horizonte, Brazylia
- 21 sierpnia 1991 – koncert w „Imperator” w Rio de Janeiro, Brazylia

- 17 października 1991 Auditorio de la Cartuja w Sewilli w Hiszpanii w ramach progr. „Leyendas de la Guitarra”

Część 17: Jesienne tournée po USA (pocz. 24 października 1991)
- 26 października 1991 – koncert w „Sunken Garden Theater” w San Antonio, Teksas, USA
- 27 października 1991 – koncert w „Lubbock Memorial Center” w Lubbock, Teksas, USA
- 30 października 1991 – koncert w „Bradey Theater” w Tulsa, Oklahoma, USA
- 1 listopada 1991 – koncert w „Midland Theater” w Kansas City, Missouri, USA
- 4 listopada 1991 – koncert w „McCaw Hall”, The Northwestern University w Evanston, Illinois, USA
- 10 listopada 1991 – koncert w „Murat Temple” w Indianapolis w stanie Indiana
- 16 listopada 1991 – koncert w „Woolsey Hall” na Yale Campus w New Haven w stanie Connecticut
- 20 listopada 1991 – koncert w „University Hall” na University of Virginia w Charlottesville w stanie Wirginia

### 1992
Część 18: Australijskie tournée (pocz. 18 marca 1992)
- 18 marca 1992 – koncert w „Perth Entertainment Center” w Perth, Australia Zachodnia, Australia
- 1 kwietnia 1992 – koncert w „Palais Theatre” w Melbourne, Victoria, Australia
- 14 kwietnia 1992 – koncert w „State Theatre” w Sydney w Nowej Południowej Walii w Australii

- Część 20: Tournée Europejski letni festiwal (pocz. 26 czerwca 1992)
- 28 czerwca 1992 – koncert w „Tradgardsforeningen” w Göteborgu, Szwecja
- 1 lipca 1992 – koncert w „Parc des Expositions” w Reims we Francji
- 2 lipca 1992 – koncert w „Les Eurockennes de Belfort”, Base Nautiques de Maulsaucy w Belfort, Francja
- 4 lipca 1992 – koncert w „Porta Siberia” w Genui, Włochy
- 5 lipca 1992 – koncert w „Festa Communale Unita” w Correggio, Włochy
- 8 lipca 1992 – koncert w „Arena Croix Noir” w Aoście we Włoszech

Część 21: Późnoletnie tournée po Ameryce Północnej (pocz. 17 sierpnia 1992)
- 18 sierpnia 1992 – koncert w „Massey Hall” w Toronto, Ontario, Kanada
- 20 sierpnia 1992 – koncert w „Lake Conneaut” Park w Meadville, Pensylwania, USA
- 21 sierpnia 1992 – koncert w „Hamilton Place” w Hamilton, Ontario, Kanada
- 23 sierpnia 1992 – koncert w „Sudbury Arena” w Sudbury, Ontario, Kanada
- 25 sierpnia 1992 – koncert w „Memorial Gardens” w Sault Ste Marie, Ontario, Kanada
- 27 sierpnia 1992 – koncert w „Fort Williams Garden” w Thunder Bay, Ontario, Kanada
- 29 sierpnia 1992 – koncert w „Orpheum Theater” w Minneapolis, Minnesota, USA
- 31 sierpnia 1992 – Koncert w „Orpheum Theater” w Minneapolis, Minnesota, USA
- 2 września 1992 – koncert w „Orpheum Theater” w Minneapolis, Minnesota, USA
- 3 września 1992 – kncert w „Orpheum Theater” w Minneapolis, Minnesota, USA
- 5 września 1992 – koncert w „Orpheum Theater” w Minneapolis, Minnesota, USA
- 6 września 1992 – koncert w „Liberty Memorial Park” w Kansas City, Missouri, USA
- 8 września 1992 – koncert w „Joseph Taylor Robinson Memorial Auditorium” w Little Rock, Arkansas, USA
- 11 września 1992 – koncert w „Oak Mountaing Amphitheater” w Pelham, Alabama, USA
- 12 września 1992 – koncert w „Bayfront Auditorium” w Pensacoli w stanie Floryda

Część 22: Jesienne tournée po USA (pocz. 9 października 1992)
- 9 października 1992 – koncert w „A.J. Palumbo Theatre” w Pittsburgu, Pensylwania, USA
- 10 października 1992 – koncert w „Thomas Fieldhouse”, Lock Haven University w Lock Haven, Pensylwania, USA
- 11 października 1992 – koncert w „Eastman Theatre” w Rochester, Nowy Jork, USA
- 12 października 1992 – koncert w „Broome County Forum” w Binghamton w stanie Nowy Jork
- 23 października 1992 – koncert w „Bob Carpenter Center”, University of Delaware w Newark, Delaware, USA
- 24 października 1992 – koncert w „Gampel Pavilion” na University of Connecticut w Storrs w stanie Connecticut
- 25 października 1992 – koncert w „Performing Arts Center” w Providence, Rhode Island, USA
- 27 października 1992 – koncert w „Burlington Memorial Auditorium” w Burlington, Vermont, USA
- 28 października 1992 – koncert w „Paramount Performing Arts Center” w Springfield, Massachusetts, USA
- 30 października 1992 – koncert w „An Open Tent”, Endicott College w Beverly, Massachusetts, USA
- 1 listopada 1992 – koncert w „F.M. Kirby Center” w Wilkes-Barre, Pensylwania, USA
- 2 listopada 1992 – koncert w „Stanbaugh Auditorium” w Youngstown, Ohio, USA
- 3 listopada 1992 – koncert w „Cincinnati Music Hall” w Cincinnati w stanie Ohio
- 6 listopada 1992 – koncert w „Stephen O’Connell Center”, University of Florida w Gainesville, Floryda, USA
- 9 listopada 1992 – koncert w „Van Wezel Performing Arts Center” w Sasasocie, Floryda, USA
- 12 listopada 1992 – koncert w „UCF Arena w Orlando”, Floryda, USA
- 13 listopada 1992 – koncert w „Sunrise Music Center” w Sunrise, Floryda, USA
- 15 listopada 1992 – koncert na „Heritage Music Festival”, South Florida Fairgrounds w West Palm Beach, Floryda, USA

### 1993
Część 23: Zimowe tournée po Europie (pocz. 5 lutego 1993)
- 5 lutego 1993 – koncert w „The Point Depot” w Dublinie, Irlandia
- 8 lutego 1993 – koncert w „Hammersmith Apollo” w Londynie w Anglii
- 9 lutego 1993 – koncert w „Hammersmith Apollo” w Londynie w Anglii
- 11 lutego 1993 – koncert w „Hammersmith Apollo” w Londynie w Anglii
- 12 lutego 1993 – koncert w „Hammersmith Apollo” w Londynie w Anglii
- 13 lutego 1993 – koncert w „Hammersmith Apollo” w Londynie w Anglii
- 15 lutego 1993 – koncert w „Vredenurg” w Utrechcie, Holandia
- 16 lutego 1993 – koncert w „Vredenurg” w Utrechcie, Holandia
- 17 lutego 1993 – koncert w „Muziekcentrum Fritz Philips” w Eindhoven, Holandia
- 18 lutego 1993 – koncert w „Muzik Halle” w Hannoverze, Niemcy
- 20 lutego 1993 – koncert w „Rhein-Main-Halle” w Wiesbaden, Niemcy
- 21 lutego 1993 – koncert w „Centre Sportif” w Petange, Luksemburg
- 23 lutego 1993 – koncert w „Le Zenith” w Paryżu, Francja
- 25 lutego 1993 – koncert w „Mansfield Leisure Centre” w Belfaście, Północna Irlandia, Wielka Brytania

Część 24: Wiosenne tournée po USA (pocz. 12 kwietnia 1993)
- 12 kwietnia 1993 – koncert w „Robert S. Whitney Hall”, Louisville Center for the Arts w Louisville, Kentucky, USA
- 13 kwietnia 1993 – koncert w „Jackson Hall”, The Performing Arts Center w Nashville, Tennessee, USA
- 14 kwietnia 1993 – koncert w „Jackson Hall”, The Performing Arts Center w Nashville, Tennessee, USA
- 16 kwietnia 1993 – koncert w „Donald N. Dedmon Center”, Radford University w Radford, Virginia, USA
- 17 kwietnia 1993 – koncert w „Civic Auditorium”, Knoxville Civic Center w Knoxville, Tennessee, USA
- 18 kwietnia 1993 – koncert w „Thomas Wolfe Auditorium” w Asheville Civic Center w Asheville w stanie Karolina Północna
- 19 kwietnia 1993 – koncert w „Huntsville Convention Center” w Huntsville, Alabama, USA
- 21 kwietnia 1993 – koncert w „Civic Center Theater” w Monroe, Luizjana, USA
- 23 kwietnia 1993 – koncert na „New Orleans Jazz Heritage Festival”, WWL/Ray/Ban Stage, The Fairgrounds Racetrack w Nowym Orleanie, Luizjana, USA

Część 25: Europejskie letnie tournée (pocz. 12 kwietnia 1993)
- 12 czerwca 1993 – koncert na „Fleadh Festival”, Finsbury Park w Londynie, Anglia, Wielka Brytania
- 19 czerwca 1993 – koncert w „Amphitheatre Dimoi”, Beersheba, Izrael
- 20 czerwca 1993 – koncert na „Harbour Blues Festival”, Gate 10, port w Hajfie, Hajfa, Izrael
- 22 czerwca 1993 – koncert w „Theatron Lykavitou”, Ateny, Grecja
- 24 czerwca 1993 – koncert w „Tenda Partenope”, Neapol, Włochy
- 27 czerwca 1993 – koncert w „Palatrussardi di Milano”, Mediolan, Włochy
- 29 czerwca 1993 – koncert w „Palais de Sports” w Marsylii we Francji
- 30 czerwca 1993 – koncert w „Palais des Sports”, Tuluza, Francja
- 1 lipca 1993 – koncert w „El Pueblo Espanol”, Barcelona, Katalonia, Hiszpania
- 2 lipca 1993 – koncert w „El Pabellon Araba de Vitoria”, Vitoria, Hiszpania
- 4 lipca 1993 – koncert na „Fleadh Festival”, The Racecourse, Waterford, Irlandia
- 6 lipca 1993 – koncert na „Plaza des Toros”, Huesca, Hiszpania
- 8 lipca 1993 – koncert na „Plaza des Toros”, Gijon, Hiszpania
- 9 lipca 1993 – koncert na „Xacobe Festival”, Riazor Stadium, La Coruna, Hiszpania
- 10 lipca 1993 – koncert w „Colisio Oporto”, Oporto, Portugalia
- 12 lipca 1993 – koncert w „Teatro Romano”, Merida, Hiszpania
- 13 lipca 1993 – koncert w „Pavilmao”, Cascais, Portugalia
- 17 lipca 1993 – koncert na „Gurten Festival”, Berno, Szwajcaria

Część 26: Jesienne tournée po USA z Santaną (pocz. 20 sierpnia 1993)
- 21 sierpnia 1993 – koncert w „Memorial Stadium”, Seattle, Washington
- 25 sierpnia 1993 – koncert w „Fiddler’s Green”, Englewood, Kolorado, USA
- 27 sierpnia 1993 – koncert na „Riverfest”, Minnesota State Fair, Falcon Heights, Minnesota, USA
- 31 sierpnia 1993 – koncert w „Pine Knob Music Theatre”, Clarkston, Michigan, USA
- 3 września 1993 – koncert w „Darien Center”, State Fairgound, Syracuse, Nowy Jork, USA
- 4 września 1993 – koncert w „Performing Arts Center”, Saratoga Springs, Nowy Jork, USA
- 8 września 1993 – koncert w „Filene Center”, Wolf Trap Farm Park, Vienna, Virginia, USA
- 10 września 1993 – koncert w „Jones Beach Theater”, Jones Beach State Park, Wantagh, Nowy Jork, USA
- 12 września 1993 – koncert w „Great Woods Performing Arts Center”, Mansfield, Massachusetts, USA
- 14 września 1993 – koncert w „Garden State Arts Center”, Holmdel, New Jersey, USA
- 18 września 1993 – koncert w „Troy G. Chastain Memorial Park Amphitheatre”, Atlanta, Georgia, USA
- 19 września 1993 – koncert w „Walnut Creek Amphitheatre” w Releigh w stanie Karolina Północna
- 21 września 1993 – koncert w „Sundome”, Tampa, Floryda, USA
- 23 września 1993 – koncert w „South Florida Sundome”, West Palm Beach, Floryda, USA
- 1 października 1993 – koncert w „Pacific Amphitheatre”, Cosa Mesa, Kalifornia, USA
- 2 października 1993 – koncert w „Hollywood Bowl”, Los Angeles, Kalifornia, USA
- 5 października 1993 – koncert w „Blockbuster Pavilion” w San Bernardino w stanie Kalifornia

### 1994
Część 28: Dalekowschodnie tournée (pocz. 5 lutego 1994)
- 5 lutego 1994 – koncert w „Sendai Sunplaza” w Sendai, Japonia
- 7 lutego 1994 – koncert w „Yokohama Bunka Taiikukan” w Jokohamie, Japonia
- 8 lutego 1994 – koncert w „Nippon Budokan”, Tokio, Japonia
- 9 lutego 1994 – koncert w „Nippon Budokan”, Tokio, Japonia
- 11 lutego 1994 – koncert w „Century Hall”, Nagoya, Japonia
- 12 lutego 1994 – koncert w „Osaka-Jo Hall”, Osaka, Japonia
- 14 lutego 1994 – koncert w „Kyushu Koseinenkin Kaikan”, Kokura, Japonia
- 15 lutego 1994 – koncert w „Kyushu Koseinenkin Kaikan”, Kokura, Japonia
- 16 lutego 1994 – koncert w „Hiroshima Koseinenkin Kaikan”, Hiroshima, Japonia
- 18 lutego 1994 – koncert w „Urawa-shi Bunka Center”, Urawa, Japonia
- 20 lutego 1994 – koncert w „Nippon Housou Kyoukai Hall”, Tokio, Japonia
- 22 lutego 1994 – koncert w „Merdeka Hall”, Putra World Trade Center, Kuala Lumpur, Malaysia
- 24 lutego 1994 – koncert w „Singapore Indoor Stadium”, Singapur, Singapur
- 25 lutego 1994 – koncert w „Hongkong Coliseum”, Victoria, Hongkong

Część 29: Wiosenne tournée po USA (pocz. 5 kwietnia 1994)
- 5 kwietnia 1994 – koncert w „Auditorium”, Sangamon State University, Springfield, Illinois, USA
- 6 kwietnia 1994 – koncert w „Adler Theater”, Davenport, Iowa, USA
- 7 kwietnia 1994 – koncert w „C.Y. Stevens Auditorium”, Ames, Iowa, USA
- 9 kwietnia 1994 – koncert w „Leid Center”, University of Kansas, Lawrence, Kansas, USA
- 10 kwietnia 1994 – koncert w „Fox Theater”, St. Louis, Missouri, USA
- 12 kwietnia 1994 – koncert w „Coronado Theater”, Rockford, Illinois, USA
- 13 kwietnia 1994 – koncert w „Peoria Civic Center Theater”, Peoria, Illinois, USA
- 15 kwietnia 1994 – koncert w „Brown County Arena”, Green Bay, Wisconsin, USA
- 16 kwietnia 1994 – koncert w „Athletic Recreation Center”, Valparaíso University, Valparaíso, Indiana, USA
- 17 kwietnia 1994 – koncert w „Riviera Theatre”, Chicago, Illinois, USA
- 18 kwietnia 1994 – koncert w „Riviera Theatre”, Chicago, Illinois, USA
- 20 kwietnia 1994 – koncert w „Assembly Hall”, University of Illinois, Champaign, Illinois, USA
- 23 kwietnia 1994 – koncert w „Riverside Theater”, Milwaukee, Wisconsin, USA
- 24 kwietnia 1994 – koncert w „Mayo Civic Center”, Rochester, Minnesota, USA
- 26 kwietnia 1994 – koncert w „Municipal Auditorium”, Sioux City, Iowa, USA
- 27 kwietnia 1994 – koncert na „University of Nebraska”, Lincoln, Nebraska, USA
- 28 kwietnia 1994 – koncert w „Topeka Performing Arts Center”, Topeka, Kansas, USA
- 30 kwietnia 1994 – koncert w „Hammond Hall”, South West Missouri State University, Springfield, Missouri, USA
- 3 maja 1994 – koncert na „Roberts Stadium”, Evansville, Indiana, USA
- 5 maja 1994 – koncert w „Viking Hall”, Bristol University, Bristol, Tennessee, USA
- 6 maja 1994 – koncert w „Memorial Auditorium”, Spartenburg, Karolina Południowa, USA
- 7 maja 1994 – koncert w „Memorial Coliseum”, Chattanooga, Tennessee, USA
- 8 maja 1994 – koncert na „The River Stage”, Tom Lee Park, Memphis, Tennessee, USA

Część 30: Letnie europejskie tournée (pocz. 3 lipca 1994)
- 3 lipca 1994 – koncert na „La Fete de la Fraternite”, Parc Departamental du Bourget, Paryż, Francja
- 5 lipca 1994 – koncert w „Theatre Antique de Fourviere”, Lyon, Francja
- 7 lipca 1994 – koncert na „Stadio Communale”, San Remo, Włochy
- 8 lipca 1994 – koncert w „Sonoria '94”, Mediolan, W;ochy
- 9 lipca 1994 – koncert w „Messegelande”, Balingen, Niemcy
- 10 lipca 1994 – koncert w „Tanzbrunnen”, Rheinpark, Köln, Niemcy
- 12 lipca 1994 – koncert na „Montreux Jazz Festival”, Stravinsky Hall, Montreux, Szwajcaria
- 14 lipca 1994 – koncert w „Schwarzl Freizeitzentrum”, Graz, Austria
- 15 lipca 1994 – koncert na „Vienna Jazz Festival”, Hohe Warte, Wiedeń, Austria
- 16 lipca 1994 – koncert w „Sportovni Hala”, Praga, Czechy
- 19 lipca 1994 – koncert w „Sali Kongresowej”, Warszawa
- 21 lipca 1994 – koncert w „Grossegasten”, Freileichtbuhne am Elbufer, Drezno, Niemcy
- 23 lipca 1994 – koncert w „Freileichtbuhne Peissnitz”, Halle, Niemcy
- 24 lipca 1994 – koncert w „Schloss Friedenstein”, Gotha, Niemcy

Część 31: Letnie tournée po USA (pocz. 10 sierpnia 1994)
- 10 sierpnia 1994 – koncert w „State Theater”, Portland, Maine, USA
- 11 sierpnia 1994 – koncert w „Big Birch Concert Pavilion”, Birch Mountain Resort, Patterson, Nowy Jork, USA
- 12 sierpnia 1994 – koncert w „Stratton Mountain Ski Resort”, Stratton, Vermont, USA
- 14 sierpnia 1994 – FESTIWAL W WOODSTOCK 1994. BOB DYLAN koncert na Woodstock ’94, Saugerties, Nowy Jork, USA
- 20 sierpnia 1994 – koncert na „Nautica Stage”, Cleveland, Ohio, USA
- 21 sierpnia 1994 – koncert na „Ohio State Fair”, Celeste Center, State Fair Grounds, Columbus, Ohio, USA
- 23 sierpnia 1994 – koncert w „Palace Theatre” w Louisville w stanie Kentucky
- 24 sierpnia 1994 – koncert w „Morris Civic Auditorium”, South Bend, Indiana, USA
- 26 sierpnia 1994 – koncert w „The Radisson Star Plaza Theater”, Merrillville, Indiana, USA
- 27 sierpnia 1994 – koncert w „The State Theater”, Kalamazoo, Michigan, USA
- 28 sierpnia 1994 – koncert w „The State Theater”, Kalamazoo, Michigan, USA
- 29 sierpnia 1994 – koncert na „Michigan State Fair”, State Fair Grounds, Detroit, Michigan, USA

Część 32: Jesienne tournée po USA (pocz. 1 października 1994)
- 1 października 1994 – koncert w „Ben Light Gymnasium”, Ithaka College, Ithaka, Nowy Jork, USA
- 2 października 1994 – koncert w „LeFrak Gymnasium”, Almherst College, Almherst, Massachusetts, USA
- 4 października 1994 – koncert w „The State Theater”, Portland, Maine, USA
- 5 października 1994 – koncert w „The State Theater”, Portland, Maine, USA
- 7 października 1994 – koncert w „The Orpheum Theatre” w Bostonie w stanie Massachusetts
- 8 października 1994 – koncert w „The Orpheum Theatre” w Bostonie w stanie Massachusetts
- 9 października 1994 – koncert w „The Orpheum Theatre” w Bostonie w stanie Massachusetts
- 12 października 1994 – koncert w „Performing Arts Center”, Providence, Rhode Island, USA
- 14 października 1994 – koncert w „The Palace Theater”, Albany, Nowy Jork, USA
- 16 października 1994 – koncert w „The Palace Theatre”, New Haven, Connecticut, USA
- 19 października 1994 – koncert w „Roseland Ballroom”, Nowy Jork, Nowy Jork, USA
- 27 października 1994 – koncert w „The Tower Theater”, Upper Darby, Pensylwania, USA
- 28 października 1994 – koncert w „The Tower Theater”, Upper Darby, Pensylwania, USA
- 30 października 1994 – koncert w „Warner Theater”, Waszyngton, District of Columbia, USA
- 31 października 1994 – koncert w „Warner Theater”, Waszyngton, District of Columbia, USA
- 2 listopada 1994 – koncert w „Roanoke Civic Center Auditorium”, Roanoke, Virginia, USA
- 5 listopada 1994 – koncert w „Tennessee Theatre”, Knoxsville, Tennessee, USA
- 6 listopada 1994 – koncert w „Thomas Wolfe Auditorium”, Asheville, Karolina Północna, USA
- 8 listopada 1994 – koncert w „Ryman Auditorium”, Nashville, Tennessee, USA
- 9 listopada 1994 – koncert w „Ryman Auditorium”, Nashville, Tennessee, USA
- 10 listopada 1994 – koncert w „Oman Auditorium”, Jackson, Tennessee, USA
- 12 listopada 1994 – koncert w „House of Blues”, Nowy Orlean, Luizjana, USA
- 13 listopada 1994 – koncert w „House of Blues”, Nowy Orlean, Luizjana, USA

### 1995
Część 33: Europejskie wiosenne tournée (pocz. 11 marca 1995)
- 11 marca 1995 – koncert w „Kongresovy Sal”, Palac Kultury w Pradze w Czechach
- 12 marca 1995 – koncert w „Kongresovy Sal”, Palac Kultury w Pradze w Czechach
- 20 marca 1995 – koncert w „Rodahal”, Kerkrade, Holandia
- 22 marca 1995 – koncert w „Zenith Arena”, Lille, Francja
- 23 marca 1995 – koncert w „Voorst National” w Brukseli w Belgii
- 24 marca 1995 – koncert w „Le Zenith”, Paryż, Francja
- 26 marca 1995 – koncert w „Brighton Centre”, Brighton, Anglia, Wielka Brytania
- 27 marca 1995 – koncert w „Cardiff International Arena” w Cardiff w Walii w Wielkiej Brytanii
- 29 marca 1995 – koncert w „Brixton Academy”, Londyn, Anglia, Wielka Brytania
- 2 kwietnia 1995 – koncert w „Aston Villa Leisure Center” w Birmingham w Anglii w Wielkiej Brytanii
- 3 kwietnia 1995 – koncert w „Labatts Apollo”, Manchester, Anglia, Wielka Brytania
- 6 kwietnia 1995 – koncert w „Edinburgh Playhouse”, Edynburg, Szkocja, Wielka Brytania

Część 34: Wiosenne tournée po USA (pocz. 10 maja 1995)
- 10 maja 1995 – koncert w „Embarcadero Amphitheater”, Embarcadero Marine Park South, San Diego, Kalifornia, USA
- 12 maja 1995 – koncert w „The Joint”, Hard Rock Hotel, Las Vegas, Nevada, USA
- 13 maja 1995 – koncert w „The Joint”, Hard Rock Hotel, Las Vegas, Nevada, USA
- 17 maja 1995 – koncert w „Hollywood Palladium Theater”, Los Angeles, Kalifornia, USA
- 19 maja 1995 – koncert w „Hollywood Palladium Theater”, Los Angeles, Kalifornia, USA
- 25 maja 1995 – koncert w „Berkeley Community Theatre”, Berkeley, Kalifornia, USA
- 28 maja 1995 – koncert w „Reno Hilton Amphitheater”, Reno, Nevada, USA
- 2 czerwca 1995 – koncert w „Paramount Theater”, Seattle, Washington, USA
- 6 czerwca 1995 – koncert w „Schnitzer Concert Hall”, Portland, Oregon, USA

Część 35: Letnie europejskie tournée (pocz. 29 czerwca 1995)
- 29 czerwca 1995 – Koncert w „Spektrum”, Oslo, Norwegia
- 3 lipca 1995 – Koncert w „Musik Halle”, Hannover, Niemcy
- 8 lipca 1995 – koncert w „Terminal 1”, Monachium, Niemcy
- 16 lipca 1995 – koncert na „Plaza de Toros”, Bilbao, Hiszpania
- 19 lipca 1995 – koncert na „Campo Municipal Deportes”, Madryt, Hiszpania
- 30 lipca 1995 – koncert w „Paleo Festival” w Nyon w Szwajcarii

Część 36: Klasyczne jesienne tournée (pocz. 23 września 1995)
- 27 września 1995 – koncert w „Lee Civic Center”, Fort Myers, Floryda, USA
- 28 września 1995 – koncert w „Sunrise Music Center”, Sunrise, Floryda, USA
- 29 września 1995 – koncert w „Sunrise Music Center”, Sunrise, Floryda, USA
- 30 września 1995 – koncert w „Sundome”, University of South Florida, Tampa, Floryda, USA
- 10 października 1995 – koncert w „Bell Auditorium”, Augusta, Georgia, USA
- 11 października 1995 – koncert w „The Fox Theater”, Atlanta, Georgia, USA
- 30 października 1995 – koncert w „Robinson Auditorium”, Little Rock, Arkansas, USA.
- 7 listopada 1995 – koncert w „Dallas Music Complex, Dallas, Teksas, USA

Część 37: Tournée Raj utracony (pocz. 7 grudnia 1995)
- 15 grudnia 1995 – Koncert w „Electric Factory”, Filadelfia, Pensylwania, USA

### 1996
Część 38: Wiosenne tournée po USA i Kanadzie; (pocz. 13 kwietnia 1996)
- 14 kwietnia 1996 – koncert w „Palace Theater”, New Haven, Connecticut, USA
- 22 kwietnia 1996 – koncert w „Hutchins Concert Hall”, Maine Center for the Performing Arts, University of Maine, Orono, Maine, USA
- 3 maja 1996 – koncert w „University Fieldhouse”, Bucknell University, Lewisburg, Pennsylvania, USA
- 7 maja 1996 – koncert w „The Palace”, Louisville, Kentucky, USA
- 14 maja 1996 – koncert w „Michigan Theater”, Ann Arbor, Michigan, USA
- 18 maja 1996 – koncert w „Coca Cola Star Lake Amphitheater”, Burgettstown, Pensylwania, USA

Część 39: Letnie europejskie tournée (pocz. 15 czerwca 1996)
- 27 czerwca 1996 – koncert w „Empire”, Liverpool, Anglia, Wielka Brytania
- 1 lipca 1996 – koncert w „Halle Munsterland”, Munster, Niemcy
- 5 lipca 1996 – koncert na „Piazza Municipale”, Ferrara, Włochy
- 7 lipca 1996 – koncert na „Piazza Duomo”, Pistoia, Włochy. W ramach Pistoia Blues Festival
- 13 lipca 1996 – koncert w „Bahrenmfeld-Trabrennbahn”, Hamburg, Niemcy
- 19 lipca 1996 – koncert w „Romsdalsmuseet”, Molde, Norwegia. W ramach Molde Jazz Festival
- 21 lipca 1996 – koncert w „Kirjurinluoto”, Pori, Finlandia. W ramach 31 International Pori Jazz Festival
- 23 lipca 1996 – koncert w „Den Gra Hal”, Fristaden Christiania, Kopenhaga, Dania
- 27 lipca 1996 – koncert w „Lida Friluftsgard”, Tullinge, Sztokholm, Szwecja. Z okazji Lollipop Festival (scena 1)

- 4 sierpnia 1996 – koncert w „House of Blues”, Atlanta, Georgia, USA

Część 40: Amerykańskie jesienne tournée (pocz. 17 października 1996)
- 26 października 1996 – koncert w „Austin Music Hall”. Austin, Teksas, USA
- 30 października 1996 – koncert w „Municipal Auditorium”, Shreveport City Center Complex. Shreveport, Luizjana, USA
- 7 listopada 1996 – koncert w „Memorial Hall”. Dayton, Ohio, USA
- 10 listopada 1996 – koncert w „Civic Center Arena”. Mankato, Minnesota, USA
- 12 listopada 1996 – koncert w „Five Flags Center Arena”. Dubuque, Iowa, USA
- 15 listopada 1996 – koncert w „Stephens Auditorium”, Stephens College. Columbia, Missouri, USA
- 21 listopada 1996 – koncert w „Hill Auditorium”, University of Michigan. Ann Arbor, Michigan, USA
- 22 listopada 1996 – koncert w „Morris Civic Auditorium”, South Bend, Indiana, USA
- 23 listopada 1996 – koncert w „E.J. Thomas Performing Arts Hall”, University of Akron. Akron, Ohio, USA

### 1997
Część 41: Japońskie tournée (pocz. 9 lutego 1997)
- 9 lutego 1997 – koncert w „Hall A”, Tokyo International Forum. Tokio, Japonia
- 13 lutego 1997 – koncert w „Kurashiki Shimin Kaikan”. Kurashiki, Japonia
- 14 lutego 1997 – koncert w „Sun Palace”, Hakata. Fukuoka, Japonia
- 20 lutego 1997 – koncert w „Sun Palace”. Sendai, Japonia
- 24 lutego 1997 – koncert w „Kosei Nenkin Kaikan”. Sapporo, Japonia

Część 42: Wiosenne tournée po USA i Kanadzie (pocz. 31 marca 1997)
- 5 kwietnia 1997 – koncert w „Moncton Coliseum” w Moncton w prow. Nowy Brunszwik w Kanadzie
- 15 kwietnia 1997 – koncert w „John M. Greene Hall”, Smith College. Northampton, Massachusetts, USA
- 28 kwietnia 1997 – koncert w „Capitol Music Hall”. Wheeling, Zachodnia Virginia, USA

Część 43: Letnie tournée po USA i Kanadzie (pocz. 3 sierpnia 1997)
- 5 sierpnia 1997 – koncert na „Du Maurier Stadium”. Montreal, Quebec, Kanada
- 20 sierpnia 1997 – koncert w „Mann Music Center”. Filadelfia, Pennsylvania, USA

Część 44: Jesienne tournée po Wielkiej Brytanii (pocz. 1 października 1997)
- 2 października 1997 – koncert w „Bournemouth International Centre”. Bournemouth, Anglia, Wielka Brytania

Część 45: Jesienne tournée po USA (pocz. 24 października 1997)
- 25 października 1997 – koncert w „Thalia Mara Hall”, City Auditorium. Jackson, Missisipi, USA
- 30 października 1997 – koncert w „Columbus Civic Center”. Columbus, Georgia, USA
- 5 listopada 1997 – koncert w „Huntington Civic Center Arena”. Huntington, West Virginia, USA
- 7 listopada 1997 – koncert w „Veterans Memorial Auditorium”. Columbus, Ohio, USA

Część 46: Zimowe klubowe tournée po USA (pocz. 1 grudnia 1997)
- 2 grudnia 1997 – koncert w „Roxy”. Atlanta, Georgia, USA
- 4 grudnia 1997 – koncert w „9/30 Club”. Waszyngton, D.C., USA
- 13 grudnia 1997 – koncert w „Metro”. Chicago, Illinois, USA
- 18 grudnia 1997 – koncert w „El Rey Theater”. Los Angeles, Kalifornia, USA

### 1998
Część 47: Zimowe tournée po USA (pocz. 13 stycznia 1998)
- 27 stycznia 1998 – koncert w „Mid-Hudson Arena” w Poughkeepsie w stanie Nowy Jork
- 28 stycznia 1998 – koncert w „Landmark Theater”. Syracuze, Nowy Jork, USA
- 30 stycznia 1998 – koncert w „Tilles Center” w C.W. Post College w Brookville w stanie Nowy Jork
- 31 stycznia 1998 – koncert w „Mark G. Etess Arena”, Taj Mahal. Atlantic City, New Jersey, USA
- 1 lutego 1998 – koncert w „Prudential Hall”, New Jersey Performing Arts Center. Newark, New Jersey, USA
- 2 lutego 1998 – koncert w „Symphony Hall”. Springfield, Massachusetts, USA
- 15 lutego 1998 – koncert w „John F. Savage Hall”, University of Toledo. Toledo, Ohio, USA
- 19 lutego 1998 – koncert w „Cincinnati Gardens”. Cincinnati, Ohio, USA
- 20 lutego 1998 – koncert w „Viking Hall”, Bristol University. Bristol, Tennessee, USA
- 22 lutego 1998 – koncert w „Patriot Center”, George Mason University. Fairfax, Virginia, USA

Część 48: Południowoamerykańskie tournée z The Rolling Stones (pocz. 30 marca 1998)
- 30 marca 1998 – koncert w „Cameo Theater” w Miami na Florydzie
- 31 marca 1998 – koncert w „Cameo Theater”. Miami Beach, Floryda, USA
- 7 kwietnia 1998 – koncert w „Bar Opiniao”. Puerto Alegre, Brazylia

Część 49: Tournée po Zachodnim Wybrzeżu USA i Kanady z Joni Mitchell i Vanem Morrisonem (pocz. 13 maja 1998) 
- 13 maja 1998 – koncert w „The Rage”. Vancouver, Brytyjska Columbia, Kanada
- 16 maja 1998 – koncert w „The Gorge Amphitheatre”. Gorge, Washington, USA
- 17 maja 1998 – koncert w „The Gorge Amphitheatre”. Gorge, Washington, USA
- 22 maja 1998 – koncert w „Pauley Pavilion”, UCLA. Los Angeles, Kalifornia, USA

Część 50: Letnie europejskie tournée (pocz. 30 maja 1998)
- 2 czerwca 1998 – koncert w „Messehalle 7”. Lipsk, Niemcy
- 4 czerwca 1998 – koncert w „Stadthalle”. Rostock, Niemcy.
- 10 czerwca 1998 – koncert w „Scandinavium”. Göteborg, Szwecja
- 15 czerwca 1998 – koncert w „Sportpaleis Ahoy” w Rotterdammie w Holandii
- 16 czerwca 1998 – koncert w „Grugahalle”. Essen, Niemcy
- 19 czerwca 1998 – koncert w „Botanic Gardens”. Belfast, Północna Irlandia, WielkaBrytania
- 26 czerwca 1998 – koncert na „Orange Stage”, Dyrskuepladsen. Roskilde, Dania. W ramach Roskilde Festival
- 5 lipca 1998 – koncert w „La Scalinata” w Rzymie we Włoszech

Część 51: Tournée po Australii i Nowej Zelandii (pocz. 19 sierpnia 1998)
- 21 sierpnia 1998 – koncert w „Melbourne Park”. Melbourne, Victoria, Australia
- 22 sierpnia 1998 – koncert w „Melbourne Park”. Melbourne, Victoria, Australia
- 24 sierpnia 1998 – koncert w „Adelaide Entertainment Center” w Adelajdzie w Południowej Australii, Australia
- 26 sierpnia 1998 – koncert w „Burswood Dome”, Burswood Resort Casino. Perth, Australia Zachodnia, Australia
- 28 sierpnia 1998 – koncert w „Darwin Amphitheatre”. Darwin, Północne Terytorium, Australia

Część 52: Tournée po Zachodnim Wybrzeżu USA w Vanem Morrisonem (pocz. 17 września 1998)
- 19 września 1998 – koncert w „Arthur L. Andrews Outdoor Theatre”, University of Hawaii at Manoa. Honolulu, Hawaje

Część 53: Jesienne tournée po USA i Kanadzie (pocz. 15 października 1998)
- 16 października 1998 – koncert w „Edmonton Coliseum”. Edmonton, Alberta, Kanada
- 21 października 1998 – koncert w „Winnipeg Arena”. Winnipeg, Manitoba, Kanada
- 23 października 1998 – koncert w „Target Center”. Minneapolis, Minnesota, USA
- 25 października 1998 – koncert w „United Center”. Chicago, Illinois, USA
- 28 października 1998 – koncert w „The Palace”. Auburn Hills, Michigan, USA
- 29 października 1998 – koncert w „Maple Leaf Gardens”. Toronto, Ontario, Kanada
- 2 listopada 1998 – koncert w „Onondaga County War Memorial Auditorium”. Syracuse, Nowy Jork, USA
- 7 listopada 1998 – koncert w „Alexander Memorial Coliseum”, Georgia Institute of Geology. Atlanta, Georgia, USA

### 1999
Część 54: Zimowe tournée po USA (pocz. 26 stycznia 1999)
- 27 lutego 1999 – koncert w „Copa Room, Sands Casino”. Atlantic City, New Jersey, USA. Późny koncert
- 1 marca 1999 – koncert w „Club Rio”, Rio Suite Hotel & Casino. Las Vegas, Nevada, USA
- 2 marca 1999 – koncert w „House of Blues”, Mandalay Bay Resort & Casino. Las Vegas, Nevada, USA

Część 55: Wiosenne tournée po Europie (pocz. 7 kwietnia 1999)
- 21 kwietnia 1999 – koncert w „Pabellon Principie Felipe”. Zaragoza, Hiszpania
- 23 kwietnia 1999 – koncert w „Le Dome”. Marsylia, Francja
- 27 kwietnia 1999 – koncert w „Sporthalle” w Linzu w Austrii
- 30 kwietnia 1999 – koncert w „Stadthalle”. Wiedeń, Austria

Część 56: Letnie tournée po USA z Paulem Simonem (pocz. 5 czerwca 1999)
- 7 czerwca 1999 – koncert w „McNicholls Arena”. Denver, Kolorado, USA
- 11 czerwca 1999 – koncert w „General Motors Arena”. Vancouver, Kolumbia Brytyjska, Kanada
- 16 czerwca 1999 – koncert w „ARCO Arena”. Sacramento, Kalifornia, USA
- 18 czerwca 1999 – koncert w „Concord Pavilion”. Concord, Kalifornia, USA
- 25 czerwca 1999 – koncert w „Coors Amphitheatre”. Chula Vista, Kalifornia, USA
- 26 czerwca 1999 – koncert w „Garden Arena”. MGM Grand. Las Vegas, Nevada, USA
- 2 lipca 1999 – koncert na „Race Track Infield”, Canterbury Downs, Shakopee w Minneapolis w stanie Minnesota, USA
- 6 lipca 1999 – koncert w „Saint Andrews Hall”. Detroit, Michigan, USA
- 9 lipca 1999 – koncert w „World Music Theatre”. Tinley Park, Illinois, USA
- 10 lipca 1999 – koncert w „Riverport Amphitheatre”. Maryland Heights, Missouri, USA
- 11 lipca 1999 – koncert w „Bogart’s” w Cincinnati w stanie Ohio, USA
- 14 lipca 1999 – koncert w „All-Tel Pavilion” at Walnut Creek. Raleigh, Karolina Północna, USA
- 17 lipca 1999 – koncert w „Sony Music Entertainment Center”. Camden, New Jersey, USA
- 18 lipca 1999 – koncert w „Coca Cola Star Like Amphitheater”. Burgettstown, Pensylwania, USA
- 22 lipca 1999 – koncert w „Tweeter Center for the Performing Arts”. Mansfield, Massachusetts, USA
- 26 lipca 1999 – koncert w „Tramps”. Nowy Jork, Nowy Jork, USA
- 28 lipca 1999 – koncert w „PNC Banks Art Center”. Holmdel, New Jersey, USA
- 30 lipca 1999 – koncert w „Jones Beach Theater” w Jones Beach State Park w Wantagh w stanie Nowy Jork

Część 57: Jesienne tournèe z Paulem Simonem po USA (pocz. 2 września 1999)
- 2 września 1999 – koncert w „Coral Sky Amphitheatre”. West Palm Beach, Floryda, USA
- 5 września 1999 – koncert w „Blockbuster Pavilion”. Charlotte, Karolina Północna, USA
- 12 września 1999 – koncert w „The Cajundome”, The University of Southwestern Louisiana. Lafayette, Luizjana, USA

Część 58: Jesienne tournée z Philem Leshem i Przyjaciółmi po USA (pocz. 26 października 1999)
- 26 października 1999 – koncert w „Park West” w Chicago w stanie Illinois, USA. Wcześniejszy koncert
- 27 października 1999 – koncert w „Assembly Hall”, University of Illinois. Champaigne, Illinois, USA
- 3 listopada 1999 – koncert w „Value City Arena”, Jerome Schottenstein Center, Ohio State University. Columbus, Ohio, USA
- 10 listopada 1999 – koncert w „Veterans Memorial Coliseum”. New Haven, Connecticut, USA
- 13 listopada 1999 – koncert w „Continental Airlines Arena”. East Rutherford, New Jersey, USA

## Dyskografia i wideografia
Singel
- Druga strona singla „All Along the Watchtower”

Dyski
- Bob Dylan’s Greatest Hits (1967)
- Before the Flood (1974) [Bob Dylan/The Band]
- 4 Songs from „Renaldo & Clara” (EP – „czwórka”) (1978)
- Masterpieces (1978)
- Real Live (1984)
- Biograph (1985)
- „Folk Duets” (1998) [Bob Dylan i Joan Baez na albumie różnych wykonawców]
- Live 1961–2000: Thirty-Nine Years of Great Concert Performances (2001)
- The Bootleg Series Vol. 5: Bob Dylan Live 1975, The Rolling Thunder Revue (2002)
- The Bootleg Series Vol. 6: Bob Dylan Live 1964, Concert at Philharmonic Hall (2004)

Film
- Dont Look Back. 65 Tour Deluxe Edition (2006)
- The Other Side of the Mirror. Bob Dylan Live at the Newport Folk Festival 1963–1965 (2007)

## Wersje innych wykonawców
- Joan Baez – Five (1964); Hits/Greatest and Others (1973); Vanguard Sessions: Baez Sings Dylan (1998)
- Johnny Cash – Orange Blossom Special (1965); The Essential Johnny Cash (2002)
- Dino, Desi and Billy – I’m a Fool (1965)
- Duane Eddy – Duane Does Dylan (1965)
- Fleetwood – Folk Rock (1965)
- Jan and Dean – Folk 'n' Roll (1965)
- The Turtles – It Ain’t Me Baby (1965); Turtles' Greatest Hits (1982); Best of the Turtles (1987); Golden Hits (1998)
- Spokesmen – The Dawn of Correcion (1965)
- The Surfaris – It Ain’t Me Baby (1965);
- Joe and Eddie – Walkin’ Down the Line (1965)
- Davy Jones – singel (1965)
- The Silkie – You’ve Got to Hide Your Love Away (1965)
- Nancy Sinatra – These Boots Are Made for Walking (1966)
- Johnny Cash and June Carter – Carryin' On (1967)
- Sebastian Cabot – Cabot, Actor – Bob Dylan, Poet (1967)
- Earl Scruggs – Changin’ Times (1969)
- Mike Blatt – Tomorrow (1969)
- Margaret and Michael – singel (1971)
- John Schroeder – Dylan Vibrations (1971)
- Bryan Ferry – Another Time Another Place (1974)
- The Mike Curb Congregation – The Mike Curb Congregation (1977)
- Moonjacks – Pop Corn (1978)
- Johnny Thunders – So Alone (1983); Hurt Me (1984)
- The Muskrats – Rock Is Dead (1986)
- Healers – Secret Show (1990)
- Spirea-X – Outlaw Blues (1992)
- Kristen Hall – The Times They Are a-Changin’  (1992)
- Dave Jones – The Songs of Bob Dylan (1993)
- Lester Flatt and Earl Scruggs – 1964-1969 Plus 1996
- Gonn – Frenzology 1966–1967 (1996)
- The Sound Factory – Unplugged Rock & Pop Classics II (1996)
- Gerard Quintana & Jordi Batiste – Els Miralls de Dylan (1999)
- Tess McKenna – The Woodstock Sessions: Songs of Bob Dylan (2000)
- Gail Davies – Gail Davies & Friends Live and Unplugged at the Station Inn (2001)
- 2 of US – From Zimmermann to Genghis Khan (2001)
- Lucy Kaplansky na albumie różnych wykonawców A Nod to Bob (2001)
- Mayfly na albumie różnych wykonawców Duluth Does Dylan (2001)
- Margaret & Michael na albumie różnych wykonawców It Ain’t Me, Baby – Zimmermann Framed: The Songs of Bob Dylan (2001)
- Hederos & Hellberg na albumie różnych wykonawców May Your Song Always Be Sung: The Songs of Bob Dylan, Volume 3 (2003)
- Jesse Cook i Melissa McClelland – Frontiers (2007)